# La Ville-aux-Bois British Cemetery
Le cimetière « La Ville-aux-Bois British Cemetery » (cimetière de la Licorne) est un cimetière militaire de la Première Guerre mondiale situé sur le territoire de la commune de La Ville-aux-Bois-lès-Pontavert, Aisne.

## Localisation
Ce cimetière est à 2 km à l'est du village sur la D1044 en direction de Berry-au-Bac.

## Historique
Occupé par l'armée allemande dès septembre 1914, le secteur a été le théâtre de violents combats en avril 1917 date à laquelle il a été capturé par les troupes françaises puis perdu par la suite. En mai-juin 1918 lors de la 3è bataille de l'Aisne, les troupes britanniques subissent de lourdes pertes dans la région. Ce cimetière a été créé après l'armistice en ajoutant des sépultures isolées de cimetière provisoires des alentours. Ce cimetière comporte 564 sépultures de la Première Guerre mondiale dont 413 ne sont pas identifiées. 

## Caractéristique
Le cimetière couvre une superficie de 1 700 mètres carrés et est entouré de trois côtés par un muret en moellons.

## Galerie

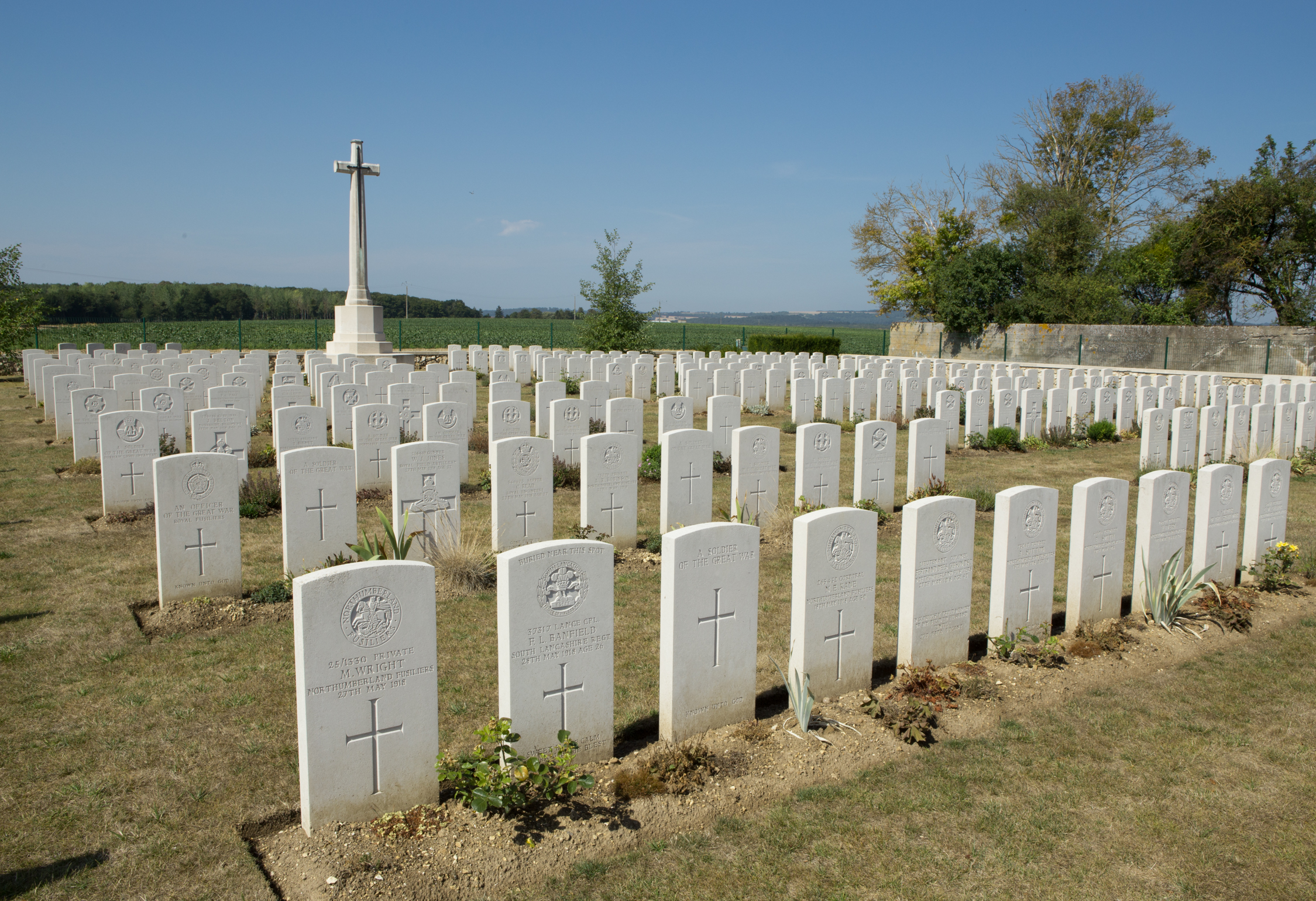
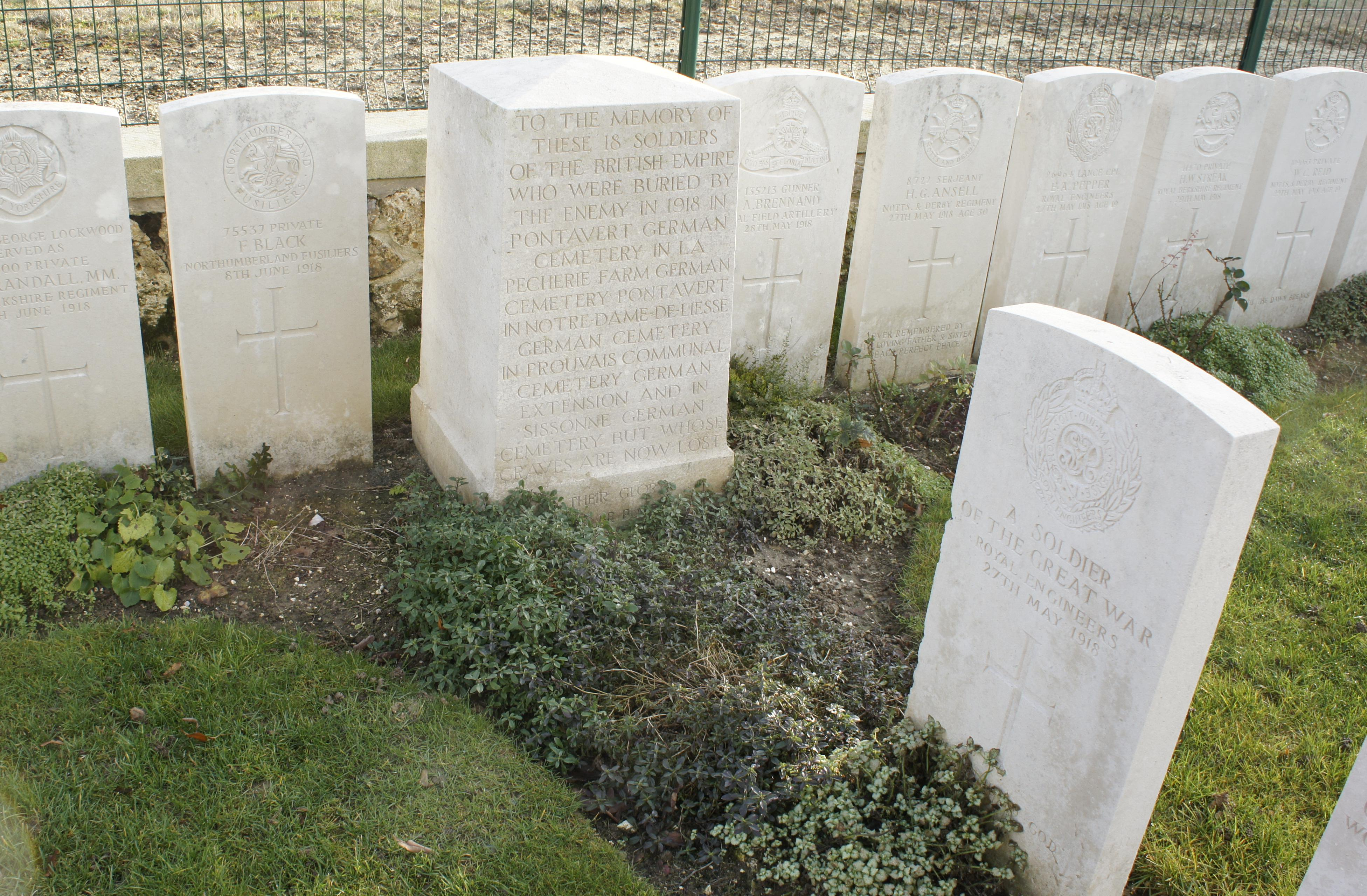
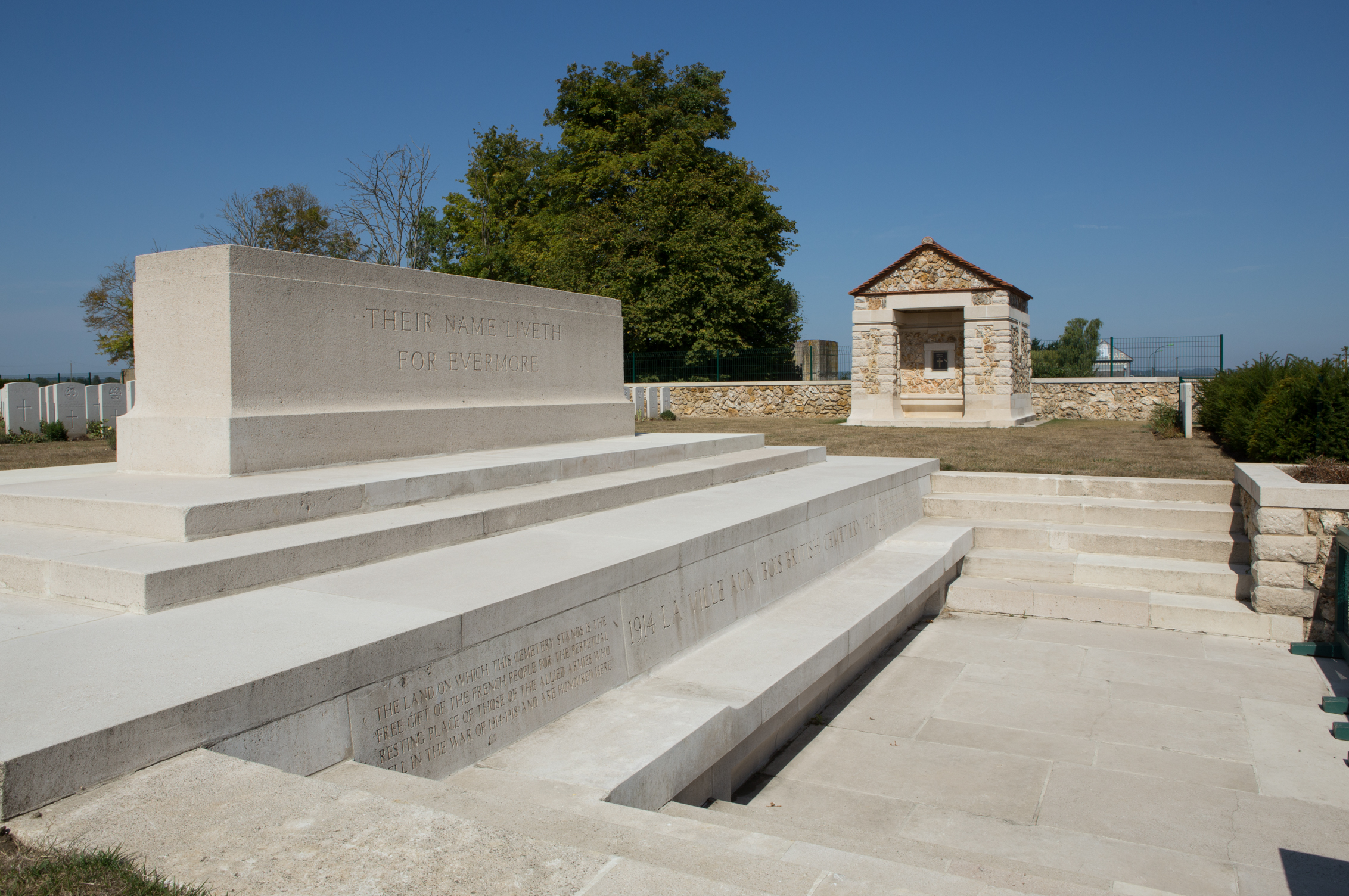
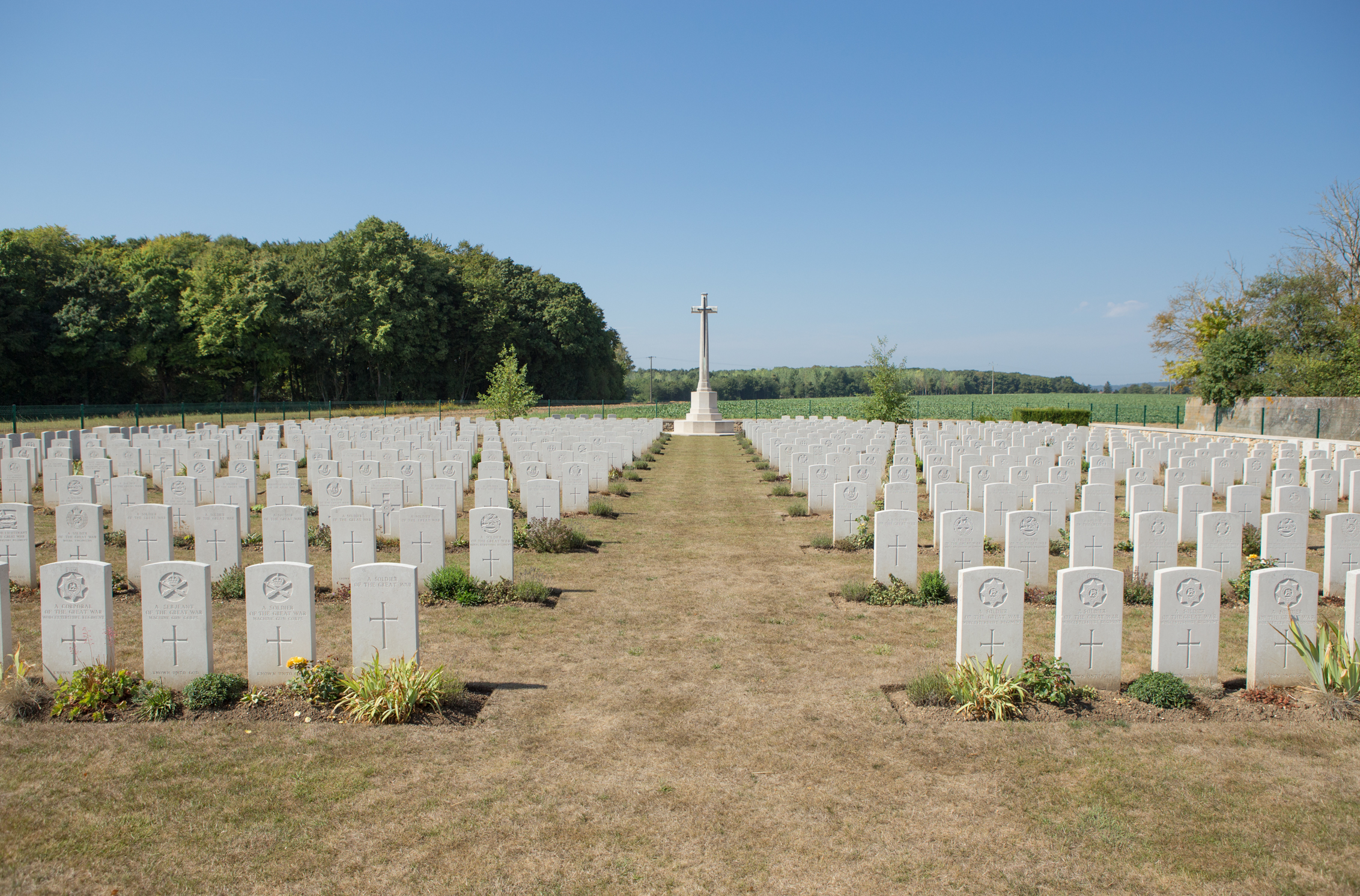
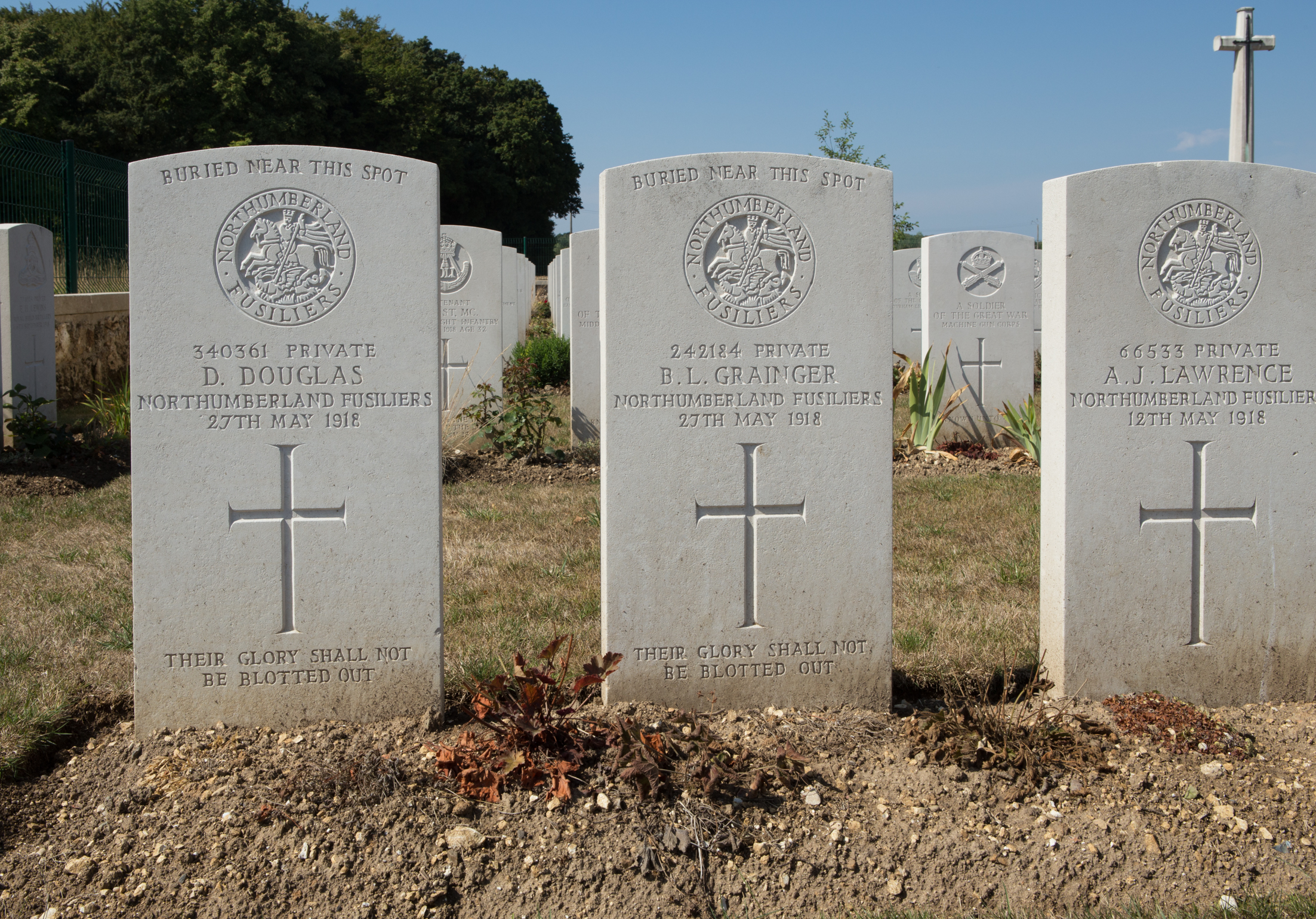

## Sépultures
| Pays        | Sépultures |
| ----------- | ---------- |
| Royaume-Uni | 564        |